# Sonate d'automne (opéra)
Ne doit pas être confondu avec Sonate d'automne.
Sonate d’automne (Höstsonaten en suédois) est un opéra du compositeur finlandais Sebastian Fagerlund sur un livret de la librettiste Gunilla Hemming créé en 2017 à Helsinki. L'histoire est adaptée du film homonyme d'Ingmar Bergman de 1978, qui met en scène les retrouvailles difficiles en huis clos d'une mère, Charlotte, pianiste, et sa fille, Eva, après des années sans s'être vues.

## Historique
Commande de l'Opéra national de Finlande, le compositeur finlandais Sebastian Fagerlund compose ici la partition de son deuxième opéra sur un livret de Gunilla Hemming, adapté du scénario du film Sonate d'automne du réalisateur suédois Ingman Bergman sorti en 1978. L'objectif de la librettiste était de tenter de retranscrire l'atmosphère et la réflexion sur les relations humaines telles que développer dans le film.
Sonate d'automne est créé le 8 septembre 2017 à l'Opéra national de Finlande pour huit représentations sous la direction du chef finlandais John Storgårds, mis en scène par le français Stéphane Braunschweig. Cette production donne lieu à un enregistrement paru chez BIS en 2017.
L'opéra est monté dans la même production en 2019 à l'Opéra de Malmö en Suède, sous la direction de Patrik Ringborg.

## Description
Sonate d'automne est un opéra en deux actes en langue anglaise d'une durée de deux heures qui inclut un chœur jouant le rôle du public fantasmé par le personnage principal. Certaines parties sont parlées, en particulier lors de dialogues entre les deux femmes, la mère et sa fille. L'opéra est dédié au mezzo-soprano suédoise Anne Sofie von Otter qui chante le rôle principal lors de la création.

### Rôles
| Rôle                          | Voix          | Créateur             | Reprise en 2019 à Malmö |
| ----------------------------- | ------------- | -------------------- | ----------------------- |
| Charlotte Andergast, pianiste | mezzo-soprano | Anne Sofie von Otter | Charlotte Hellekant     |
| Eva, fille de Charlotte       | soprano       | Erika Sunnegårdh     | Erika Sunnegårdh        |
| Viktor                        | baryton       | Tommi Hakala         | Fredrik Zetterström     |
| Helena, fille de Charlotte    | soprano       | Helena Juntunen      | Helena Juntunen         |
| Leonardo                      | basse         | Nicholas Söderlund   | Nicholas Söderlund      |

### Résumé
Charlotte Andergast, pianiste de renom dont la carrière est sur le déclin, rend visite à sa fille Eva et son mari Viktor, qui vivent à l'écart dans un fjord, alors que les deux femmes ne se sont pas vues depuis de nombreuses années. Helena, son autre fille, qui est muette, y est également présente. Charlotte est surprise de la voir aussi et qu'Eva l'ait sorti de son établissement de santé où elle était jusqu'alors. Helena pleure mais ne peut rendre ses verbalisations compréhensibles, ce qui frustre sa mère. Cette dernière, pour se rassurer, imagine un public qui la vénère et la soutient dans ses décisions. Cependant, elle comprend que visiter ses filles devenues adultes est trop compliqué pour elle et est décidée à s'en aller avant la fin du séjour, ce que son public fantasmé approuve. Eva, ce soir-là, joue du piano pour sa mère qui, en tant que pianiste, juge sévèrement sa performance. Elle regrette le peu de technique dont fait preuve sa fille. Viktor confie à Charlotte la perte de leur fils de quatre ans qui s'est noyé quelque temps auparavant. Un cri d'Helena arrête Charlotte qui s'apprêtait à se coucher. Eva, qui va la réconforter, tombe sur sa mère, qui finissent par se disputer. La fille reproche à sa mère son absence durant son enfance et celle-ci se remémore sa carrière. Helena, contre toute attente, se met à parlant, lorsque Charlotte s'enfuit en courant dans la nuit. Le lendemain, les habitants constatent son départ précipité, et, plus tard, Charlotte raconte les retrouvailles familiales désastreuses à son agent.

## Enregistrements
- BIS, 2017, 2 CD, dir. John Storgårds, Outhere, avec le Chœur et l'Orchestre de l'Opéra national de Finlande.